# Fentonia modestior
Fentonia modestior är en fjärilsart som beskrevs av Sergius G. Kiriakoff 1963. Fentonia modestior ingår i släktet Fentonia och familjen tandspinnare. Inga underarter finns listade i Catalogue of Life.